# کارینگتن، نیو ساوت ولز
کارینگتن (به انگلیسی: Carrington) یک حومه شهر در استرالیا است که در نیو ساوت ولز واقع شده‌است.